# Liste des épisodes de Sabrina, l'apprentie sorcière

Cette liste présente la liste des épisodes de la série télévisée américaine Sabrina, l'apprentie sorcière.

## Panorama des saisons
| Saisons | Saisons | Chaînes | Épisodes | Diffusion originale | Diffusion originale |
| Saisons | Saisons | Chaînes | Épisodes | Début de la saison  | Fin de saison       |
| ------- | ------- | ------- | -------- | ------------------- | ------------------- |
|         | 1       | ABC     | 24       | 27 septembre 1996   | 17 mai 1997         |
|         | 2       | ABC     | 26       | 26 septembre 1997   | 15 mai 1998         |
|         | 3       | ABC     | 25       | 25 septembre 1998   | 21 mai 1999         |
|         | 4       | ABC     | 22       | 24 septembre 1999   | 5 mai 2000          |
|         | 5       | The WB  | 22       | 22 septembre 2000   | 18 mai 2001         |
|         | 6       | The WB  | 22       | 5 octobre 2001      | 10 mai 2002         |
|         | 7       | The WB  | 22       | 20 septembre 2002   | 24 avril 2003       |

## Liste des épisodes

### Première saison (1996-1997)
1. Sabrina, l'apprentie sorcière (Pilot)
2. Opération vérité (Bundt Friday)
3. Sabrina babysitter (The True Adventures of Rudy Kazootie)
4. Miss Catastrophe (Terrible Things)
5. Un sosie pour Halloween (A Halloween Story)
6. L'Homme idéal (Dream Date)
7. Tante Vesta et la Maison des charmes (Third Aunt From the Sun)
8. Joël le magicien (Magic Joel)
9. Ringards et Binoclards (Geek Like Me)
10. Amère Victoire (Sweet and Sour Victory)
11. La Fugue de Salem (A Girl and Her Cat)
12. Chat pour 100 ans (Trial by Fury)
13. Fantaisie pour Jenny (Jenny's Non-Dream)
14. De l'autre côté du miroir (Sabrina Through the Looking Glass)
15. Coup de jeune (Hilda and Zelda: the Teenage Years)
16. Vacances martiennes (Mars Attracts)
17. Premier baiser (First Kiss)
18. Une bonne action (Sweet Charity)
19. Le Concours félin (Cat Showdown)
20. La Petite Amie de papa (Meeting Dad's Girlfriend)
21. Le sort en est jeté (As Westbridge Turns)
22. Une grosse bêtise (The Great Mistake)
23. Voyage à Salem (The Crucible)
24. La Fiancée du troll (Troll Bride)

### Deuxième saison (1997-1998)
1. Permis de sorcière – 1re partie (Sabrina Gets Her License (Part 1))
2. Permis de sorcière – 2e partie (Sabrina Gets Her License (Part 2))
3. Un amour de proviseur (Dummy for Love)
4. Quel enfer ce Dante (Dante's Inferno)
5. Les Poupées (A Doll's Story)
6. Comme un garçon (Sabrina, the Teenage Boy)
7. Surprise partie (A River of Candy Corn Runs Through It)
8. Hippie-Pip houra ! (Inna Gadda Sabrina)
9. Cher cousin (Witch Trash)
10. Vendredi 13 (To Tell a Mortal)
11. De mauvaises formules (Oh What a Tangled Spell She Weaves)
12. Quand tu descendras du ciel (Sabrina Claus)
13. Cure de jouvence (Little Big Kraft)
14. Près de mon ennemie (Five Easy Pieces of Libby)
15. Un doigt de grippe (Finger Lickin' Flu)
16. Sabrina et le Haricot magique (Sabrina and the Beanstalk)
17. Quitte pour la peur (The Equalizer)
18. Fausses Notes (The Band Episode)
19. Collision (When Teens Collide)
20. Une voiture de cauchemar (My Nightmare, the Car)
21. L'Ombre de la peur (Fear Strikes Up a Conversation)
22. Les Grandes Eaux (Quiz Show)
23. Où est Harvey ? (Disneyworld)
24. Le Choix de Sabrina (Sabrina's Choice)
25. Le Moulin des rumeurs (Rumor Mill)
26. Bonne fête maman (Mom vs. Magic)

### Troisième saison (1998-1999)
1. L'Un ou l'autre (It's a Mad Mad Mad Mad Season Opener)
2. Petits Embarras (Boy Was My Face Red)
3. Mariages, trahison et jalousie (Suspicious Minds)
4. Le Secret de Mortimer (The Pom Pom Incident)
5. À la folie (Pancake Madness)
6. La Poupée d'Halloween (Good Will Haunting)
7. Une partie folle, folle, folle (You Bet Your Family)
8. Les Sabrinas d'or (And the Sabrina Goes To...)
9. Les Gars de la narine (Nobody Nose Libby Like Sabrina Nose Libby)
10. Sabrina et la Bête (Sabrina and the Beast)
11. Amnésie de Noël (Christmas Amnesia)
12. Galerie de portraits (Whose So-Called Life Is It Anyway?)
13. La Cousine Zsa-Zsa (What Prince Harvey?)
14. Le Pire des cauchemars (Mrs. Kraft)
15. Sabrina et les Pirates (Sabrina and the Pirates)
16. La Saint-Valentin (Sabrina, the Matchmaker)
17. Drôle de bipède (Salem, the Boy)
18. Sciences frictions (Sabrina, the Teenage Writer)
19. Le Mouton noir (The Big Sleep)
20. La Correspondante (Sabrina's Ren Pal)
21. La Vie de Sabrina (Sabrina's Real World)
22. Les Hauts Hurlevent (The Long and Winding Shortcut)
23. Sabrina, marchand de sable (Sabrina, the Sandman)
24. La Déclaration (Silent Movie)
25. La Vilaine Jumelle (The Good, the Bad, and the Luau)

### Quatrième saison (1999-2000)
1. Aller-retour (No Place Like Home)
2. Dreama (Dream a Little Dreama Me)
3. Jalousie (Jealousy)
4. Un tour de cochon (Little Orphan Hilda)
5. La Fièvre acheteuse (Spoiled Rotten)
6. L'Empire des ténèbres (Episode LXXXI: The Phantom Menace)
7. Le Cœur partagé (Prelude to a Kiss)
8. Les Outrages de l'âge (Aging, Not So Gracefully)
9. La Réconciliation (Love Means Having to Say You're Sorry)
10. Un bon week-end (Ice Station Sabrina)
11. Salem et Juliette (Salem and Juliette)
12. Destination reggae (Sabrina, Nipping at Your Nose)
13. L'habit ne fait pas la sorcière (Now You See Her, Now You Don't)
14. Il est mon super héros (Super Hero)
15. La Fille de Salem (Salem's Daughter)
16. Le Massacre de la Saint-Valentin (Love in Bloom)
17. Le Retour de Duke (Welcome Back, Duke)
18. Souris, petite souris (Dreama, the Mouse)
19. Pesticide Kid (The Wild, Wild, Witch)
20. Elle est de retour (She's Baaaack!)
21. Les Quatre Facettes de Sabrina (The Four Faces of Sabrina)
22. La Fin d'une époque (The End of an Era)

### Cinquième saison (2000-2001)
1. Un toit pour toi (Every Witch Way but Loose)
2. Premier jour à la fac (Double Time)
3. Le Cœur du problème (Heart of the Matter)
4. L'Échange incomplet (You Can't Twin)
5. Une bonne association (House of Pi's)
6. La Soirée d'Halloween (The Halloween Scene)
7. Les Voyageurs (Welcome, Traveler)
8. Histoires mortelles (Some of My Best Friends Are Half-Mortals)
9. La note ne vaut pas le devoir (Lost at C)
10. Un Noël presque parfait (Sabrina's Perfect Christmas)
11. L'Exposition ou Fromage ou Photo (My Best Shot)
12. Une horloge un peu toc-toc (Tick-Tock, Hilda's Clock)
13. Zelda s'encanaille ou Tante Zelda s'encanaille (Sabrina's New Roommate)
14. Des notes peu sportives (Making the Grade)
15. L'Amour toujours (Love Is a Many Complicated Thing)
16. Les Muses, ça use (Sabrina, the Muse)
17. L'Ex nouvelle vague (Beach Blanket Bizarro)
18. L'École des sorcières (Witchright Hall)
19. Sauvez le Mayflower (Sabrina, the Activist)
20. Comptable de ce qu'on voit (Do You See What I See?)
21. Sabrina a de l'esprit (Sabrina's Got Spirit)
22. Enfin ! (Finally!)

### Sixième saison (2001-2002)
1. Un effrayant film d'horreur (Really Big Season Opener)
2. Sabrina a rendez-vous avec son destin (Sabrina's Date with Destiny)
3. Un patron envahissant (What's News)
4. Meurtre dans l'express d'Halloween (Murder on the Halloween Express)
5. La parole est d'or (The Gift of Gab)
6. Messagère des Dieux (Thin Ice)
7. La Tarte magique (Humble Pie)
8. Mensonges à la une (Hex, Lies & No Videotape)
9. L'anniversaire (A Birthday Witch)
10. Le Virus de l'idiotie (Deliver Us from E-mail)
11. Bonheur et Volupté (Cloud Ten)
12. L'Élection (Sabrina and the Candidate)
13. Il est fort probable que je t'aime (I Think I Love You)
14. Petits arrangements entre amies (The Arrangement)
15. Le Voyage dans le temps (Time After Time)
16. Le Baiser volé (Sabrina and the Kiss)
17. L'Esprit de compétition (The Competition)
18. Je suis là pour ça (I, Busybody)
19. Coupable par association (Guilty!)
20. Le Défilé de mode (The Whole Ball of Wax)
21. Mauvaise Conduite (Driving Mr. Goodman)
22. Cœurs brisés (I Fall to Pieces (Part 1))

### Septième saison (2002-2003)
1. Je veux du travail ! (Total Sabrina Live! (Part 2))
2. La Grosse Tête (The Big Head)
3. Pas si folle (Call Me Crazy)
4. Changement De Personnalité (Shift Happens)
5. La Voleuse (Free Sabrina)
6. Bimbo Sabrina (Sabrina Unplugged)
7. Comment S'en Sortir (Witch Way Out)
8. Mortel Article (Bada-Ping!)
9. La Mère Noël (It's a Hot, Hot, Hot, Hot Christmas)
10. Les Feux De La Gloire (Ping, Ping a Song)
11. Question D'Amitié (The Lyin', the Witch and the Wardrobe)
12. Une Confiance Aveugle (In Sabrina We Trust)
13. Sabrina Au Pays Des Merveilles (Sabrina in Wonderland)
14. La Perfection Est-Elle De Ce Monde ? (Present Perfect)
15. Quel Cirque ! (Cirque du Sabrina)
16. Un Nez Pour M'Aider (Getting to Nose You)
17. Le Fil Du Destin (Romance Looming)
18. Le Cœur Du Problème (Spellmanian Slip)
19. Un Vrai Conte De Fées (You Slay Me)
20. Un Poisson Nommé Aaron (A Fish Tale)
21. À Vos Souhaits (What a Witch Wants)
22. L'Ombre Du Doute (Soul Mates)